# Trạm cứu hộ trái tim
Trạm cứu hộ trái tim là một bộ phim truyền hình được thực hiện bởi Trung tâm Phim truyền hình Việt Nam, Đài Truyền hình Việt Nam do Vũ Trường Khoa làm đạo diễn. Phim phát sóng vào lúc 21h40 thứ 2, 3, 4 hàng tuần, bắt đầu từ ngày 11 tháng 3 năm 2024 và kết thúc vào ngày 3 tháng 7 năm 2024 trên kênh VTV3.

## Nội dung
Trạm cứu hộ trái tim xoay quanh cuộc sống của Ngân Hà (Hồng Diễm). Tên phim cũng là tên chương trình phát thanh do chính Ngân Hà chủ trì – một nơi gặp gỡ của những tổn thương, nơi những trái tim cần được sơ cứu, nơi những nỗi đau có chỗ được giãi bày. Và cô đã là người bên cạnh, tâm sự, sẻ chia, trở thành điểm tựa cho biết bao người bị tan vỡ, đau khổ... Nhưng "một chiếc xe cứu thương cũng có ngày phải gọi xe cứu hộ", chính chuyên gia "cứu hộ" như Ngân Hà cũng có lúc chới với khi đối diện với biến cố: sự ghét bỏ, oán hận của người mẹ bởi lỗi lầm của cô trong quá khứ; âm mưu phản bội đầy nham hiểm từ người chồng mà cô gắn bó, tin tưởng suốt nhiều năm...

## Diễn viên
- Hồng Diễm trong vai Nguyễn Nguyễn Ngân Hà[8][9]
  - Linh Chi trong vai Ngân Hà lúc trẻ[10]
    - Chu Diệp Anh trong vai Ngân Hà lúc nhỏ
- Quang Sự trong vai Trần Hữu Nghĩa[11][12]
  - Trần Ngọc Mạnh trong vai Nghĩa lúc trẻ[13]
- Lương Thu Trang trong vai Lương An Nhiên[14][15]
  - Phương Trang trong vai An Nhiên lúc trẻ
    - Tân Anh trong vai An Nhiên lúc nhỏ
- Trương Thanh Long trong vai Đinh Hoài Vũ[16][17]
  - Trần Việt Hoàng trong vai Hoài Vũ lúc trẻ
- Phạm Cường trong vai Ông Nguyễn Quang Trường[18]
  - Hồng Ngọc trong vai Trường lúc trẻ
- Đồng Thu Hà trong vai Bà Nguyễn Hạ Lan[18][19]
  - Kiều Anh trong vai Hạ Lan lúc trẻ[20][21]
- Mỹ Uyên trong vai Bà Hoàng Thị Xinh[22]
- Thúy Diễm trong vai Mỹ Đình[23][24]
  - Zoe Bùi Như Quỳnh trong vai Mỹ Đình lúc trẻ
- Vũ Tuấn Việt trong vai Nguyễn Hoàng Nam[25][26]
- Hoàng Khánh Ly trong vai Mỹ[27][28]
- Công Lý trong vai Ông Thế[29]
- Thu Hương trong vai Bà Mến[30][31]
- Thu Quế trong vai Bà Thanh Trúc[32][33]
  - Lương Ngọc Dung trong vai Trúc lúc trẻ
- Tú An trong vai Anh Chi
- Trần Bảo Nam trong vai Bé Gôn[34]
- Đặng Trí Đức trong vai Bách Việt[35]
- Ngô Thu Hương trong vai Tuyết
- Vương Trọng Trí trong vai Luật sư Quốc Vinh
- Hồ Uy Linh trong vai Ông Hưng
- Đức Hùng trong vai Ông Kiên
- Trần Tài trong vai Tín
- Thu Trang trong vai Oanh
- Lê Anh Trình trong vai Tuấn "pháp chế"
- Charlie Winston trong vai Chuyên gia Charlie[36]
- Thùy Liên trong vai Bà Thiện
- Nguyễn Mạnh Cường trong vai Lân
- Nguyễn Tiến Huy trong vai Khôi
- Phương Hạnh trong vai Bà Xuân
- Bé Bảo Anh trong vai Bé Ngân An (Kitty)
- Lê Linh Hương trong vai Vợ Việt

Cùng một số diễn viên khác...

## Nhạc phim
- Ai rồi cũng sẽ khác
  - Sáng tác: Phúc Trường
  - Thể hiện: Hà Nhi

- Đừng im lặng nữa
  - Sáng tác: Lê Anh Dũng
  - Thể hiện: Thu Ba

## Sản xuất
Trạm cứu hộ trái tim do Vũ Trường Khoa đảm nhận vai trò đạo diễn, với phần kịch bản được chấp bút bởi nhóm biên kịch gồm Nguyễn Thu Thủy, Nguyễn Nhiệm, Thùy Dương, Lương Ly và Đỗ Lê. Bộ phim chính thức khai máy từ tháng 11 năm 2023 và đóng máy vào tháng 5 năm 2024.
Vai chính bộ phim lần lượt được giao cho Hồng Diễm, Quang Sự, Lương Thu Trang, Trương Thanh Long, Thúy Diễm và Vũ Tuấn Việt thủ vai. Tác phẩm đánh dấu lần đầu Bắc tiến của Trương Thanh Long; lần tái ngộ khán giả phía Bắc của Thúy Diễm sau phim truyền hình năm 2020 Cát đỏ; và lần đầu tiên Lương Thu Trang đảm nhận vai trò phản diện. Phim cũng chứng kiến sự trở lại của Vũ Tuấn Việt sau thời gian dài vắng bóng trên màn ảnh.
Buổi họp báo ra mắt bộ phim tổ chức vào ngày 27 tháng 2 năm 2024 tại Hà Nội. Trước ngày họp báo ra mắt, Thúy Diễm đã gặp tai nạn khiến cô bị bong gân trong một cảnh quay vào tối 26 tháng 2. Điều này khiến nữ diễn viên phải chống nạng dự sự kiện và nhờ bạn diễn bế lên xuống sân khấu trong buổi họp báo. Tác phẩm sau đó chính thức lên sóng vào lúc 21h40 thứ 2 tới thứ 4 hàng tuần trên VTV3, bắt đầu từ ngày 11 tháng 3 cùng năm sau khi Chúng ta của 8 năm sau kết thúc.

## Đón nhận
Theo thống kê do Kantar Media công bố vào ngày 1 tháng 4 năm 2024, Trạm cứu hộ trái tim đứng hạng 5 trong bảng xếp hạng Top 10 chương trình có lượng xem nhiều nhất cả nước, với tỷ suất là 3,7%. Trước khi phát sóng, Trạm cứu hộ trái tim được kỳ vọng là "bom tấn bùng nổ" trong năm 2024, được giới thiệu là "hành trình chữa lành" của những người phụ nữ. Tuy nhiên, bộ phim lại khiến khán giả khó chịu do xây dựng nhân vật "đạo đức suy đồi" và tình huống bi kịch quá mức. Một số tình tiết sai lệch liên quan đến ngành y học, coi thường pháp luật khiến khán giả bức xúc, kêu gọi tẩy chay. Có một số người xem cho biết đã lên cơn "nhồi máu cơ tim" khi theo dõi bộ phim vì kịch bản quá nhiều lỗ hổng.
Trong tập 31 của Trạm cứu hộ trái tim, phân cảnh nhân vật Mỹ Đình "bắt cóc" bé Gôn với mục đích gây áp lực lên Nghĩa và Nhiên trong phiên tòa khiến khán giả phẫn nộ, cho là "quá ngớ ngẩn, vô lý". Vai diễn của Hồng Diễm trong bộ phim gây sự khó chịu, ức chế với khán giả vì tính cách "ngây ngô, ngờ nghệch, ngu ngốc". Trong tập 46 của bộ phim, phân cảnh bác sĩ Vũ bỏ mặc bệnh nhân để chạy sang khoa nhi thăm Kitty bất chấp hậu quả đã làm dấy lên tranh luận vì hành động bỏ mặc bệnh nhân do việc riêng là một hành động "vô nhân đạo".

## Giải thưởng và đề cử
| Năm  | Giải thưởng    | Hạng mục                  | Đề cử           | Kết quả | Tham khảo |
| ---- | -------------- | ------------------------- | --------------- | ------- | --------- |
| 2024 | Giải Cánh diều | Phim truyện truyền hình   | —               | Đề cử   | [ 57 ]    |
| 2024 | Giải Cánh diều | Nữ diễn viên phụ xuất sắc | Đồng Thu Hà     | Đề cử   | [ 57 ]    |
| 2024 | Ấn tượng VTV   | Phim truyền hình Ấn tượng | —               | Đề cử   | [ 58 ]    |
| 2024 | Ấn tượng VTV   | Nam diễn viên Ấn tượng    | Quang Sự        | Đề cử   | [ 58 ]    |
| 2024 | Ấn tượng VTV   | Nữ diễn viên Ấn tượng     | Lương Thu Trang | Đề cử   | [ 58 ]    |